# 肖钦
肖钦（1985年1月12日—），江苏南京人，中国国家体操队运动员，他的强项是鞍马，绰号「小马神」。

## 运动经历
肖钦5岁开始练习体操，1999年入选国家队。
2001年，16岁的肖钦参加了在比利时根特举行的第35届世界体操锦标赛世界青年体操锦标赛，获得鞍马项目亚军，显示出他在这个项目的实力。之后2002年匈牙利德布雷森举行的第36届世界体操锦标赛单项赛，他还是获得银牌，没能如愿夺金。
2003年在美国安那罕举行的第37届世界体操锦标赛上，肖钦和队友一起，为中国队夺得失去四年的团体金牌。
2004年荷兰举行的世界杯总决赛，肖钦终于将鞍马金牌挂在了自己的胸前。同年的雅典奥运会，在体操男团预赛中，肖钦在动作将结束时候出现了失误，从器械上掉了下来。比赛结束后，他很快从打击中恢复过来。
2005年肖钦参加了在澳大利亚墨尔本举行的第38届世界体操锦标赛，夺得了鞍马的金牌。
2006年在丹麦奥胡斯举行的第39届世界体操锦标赛赛场上，肖钦和队友一起为中国队夺得了男子团体这一块分量最重的金牌，同时继续捍卫自己在鞍马上的地位，毫无悬念夺下该单项的金牌，蝉联了冠军。
2007年9月，第40届世界体操锦标赛在德国斯图加特举行，肖钦和队友一起以绝对优势蝉联了冠军。在鞍马单项上，再度获得金牌，实现3连冠。
2008年8月17日晚上，於2008年北京奧運會男子體操鞍馬單項賽，肖欽以15.875分奪得金牌。
在2009年第十一屆全運會 奪得男子鞍馬金牌。